# The Bootleg Series Vol. 6: Bob Dylan Live 1964, Concert at Philharmonic Hall
The Bootleg Series Vol. 6: Bob Dylan Live 1964, Concert at Philharmonic Hall é um álbum gravado ao vivo pelo cantor Bob Dylan, lançado a 30 de Março de 2004.
O disco atingiu o nº 28 da Billboard 200.

## Faixas
Todas as faixas por Bob Dylan, exceto onde anotado. O asterisco (*) indica a atuação juntamente com Joan Baez.

### Disco 1
1. "The Times They Are a-Changin'" – 3:29
2. "Spanish Harlem Incident" – 3:07
3. "Talkin' John Birch Paranoid Blues" – 4:06
4. "To Ramona" – 6:01
5. "Who Killed Davey Moore?" – 4:46
6. "Gates of Eden" – 8:32
7. "If You Gotta Go, Go Now (Or Else You Got to Stay All Night)" – 4:06
8. "It's Alright, Ma (I'm Only Bleeding)" – 11:26
9. "I Don't Believe You (She Acts Like We Never Met)" – 4:01
10. "Mr. Tambourine Man" – 6:33
11. "A Hard Rain's a-Gonna Fall" – 7:44

### Disco 2
1. "Talkin' World War III Blues" – 5:52
2. "Don't Think Twice, It's All Right" – 4:34
3. "The Lonesome Death of Hattie Carroll" – 6:57
4. "Mama, You Been on My Mind" – 3:35*
5. "Silver Dagger" – 3:47*
6. "With God on Our Side" – 6:17*
7. "It Ain't Me, Babe" – 5:11*
8. "All I Really Want to Do" – 4:01

## Créditos
- Bob Dylan - Vocal, guitarra, harmónica
- Joan Baez - Vocal